# Harthbachtal mit Nebenbächen und Hangwäldern
Das 46,6 ha große Naturschutzgebiet Harthbachtal mit Nebenbächen und Hangwäldern liegt südlich des Kerngebietes der Stadt Hückeswagen im Oberbergischen Kreis und trägt die Schlüsselnummer GM-089. Das Gebiet umfasst das Tal des Harthbachs und die Täler seiner Nebenbäche auf Hückeswagener Gebiet, beginnend im Norden mit dem Nebenbach Holzörtchensiefen bei Vogelsholl bis zur Mündung des Harthbaches bei Niederdhünn in die Große Dhünn am südlichen Ende. Hier – im Tal der Großen Dhünn – findet das Naturschutzgebiet seine Fortführung, auf Hückeswagener Gebiet unter der Kennung GM-090 als „Oberlauf der Großen Dhünn“ und auf Wipperfürther Gebiet unter der Bezeichnung „Oberläufe der Großen Dhünn“ mit der Kennung GM-100.

## Beschreibung
Laut Fachinformationsdienst des Landesamtes für Natur, Umwelt und Verbraucherschutz in NRW bilden Harthbachtal und die angrenzenden Hangwälder

„einen reich strukturierten Biotopkomplex. Die meist steilen Hänge sind überwiegend bewaldet. Es handelt sich hierbei hauptsächlich um Buchenwälder, in denen auch einige Eichen vertreten sind. Das starke Baumholz (Brusthöhendurchmesser > 50 cm) ist 25-30 m hoch. Strauch- und Krautschicht sind nur mässig ausgebildet. An verlichteten Stellen kommt verstärkt Buchen-Jungwuchs auf. Insbesondere im Norden finden sich auch grössere Fichten-Bestände.
Die Talsohle des Harthbachs wird im Mittel- und Unterlauf fast ausschliesslich als Mäh- oder Dauerweide genutzt. Im Mittellauf kommt ein grösserer Nassweidenkomplex vor. Der obere Talabschnitt wird von teils feuchten Grünlandbrachen oder Wald eingenommen. Des weiteren wurde hier ein Wildacker angelegt. Der Harthbach ist meist vertieft, örtlich auch begradigt. Kürzere Abschnitte sind naturnah. Die Nebensiefen sind teils bewaldet oder werden als Grünland genutzt.
Im Tal südlich von Kaisersbusch finden sich quellnasse Weiden und Brachen. Im Talanfang findet sich innerhalb einer Nassweide eine artesische Quelle. Die von Osten einmündenden Quellsiefen weisen längere, naturnahe Quellbachabschnitte auf. Die von Westen einmündenden Quellbäche sind überwiegend begradigt oder vertieft, in den Quellbereichen bei Ober- und Niederburghof wurden augenscheinlich nicht mehr genutzte Fischteiche angelegt.
Die Quellbäche bei Vogelsholl und Niederberghof werden großteils von Böschungsgehölzen (Buche, Hasel, Hainbuche, Eiche, Vogelbeere, Vogelkirsche), begleitet. Oberhalb des Böschungsgehölzes bei Vogelsholl liegt eine Magerweide.“

An bemerkenswerten Pflanzenarten hat die Kartierung des Gebietes ergeben: Dreizahn (Danthonia decumbens s. l.), Kuckucks-Lichtnelke (Lychnis flos-cuculi), Sumpf-Dotterblume (Caltha palustris), Stern-Segge (Carex echinata), Sumpf-Schafgarbe (Achillea ptarmica). Das damals gefundene Bach-Quellkraut (Montia fontana) steht in der höchsten Gefährdungsstufe in der Roten Liste NRW (2020) (RL 1) und soll mittlerweile im Süderbergland nicht mehr aufzufinden sein.
Als nachgewiesene Tierart wird die Gebänderte Prachtlibelle (Calopteryx splendens) genannt.

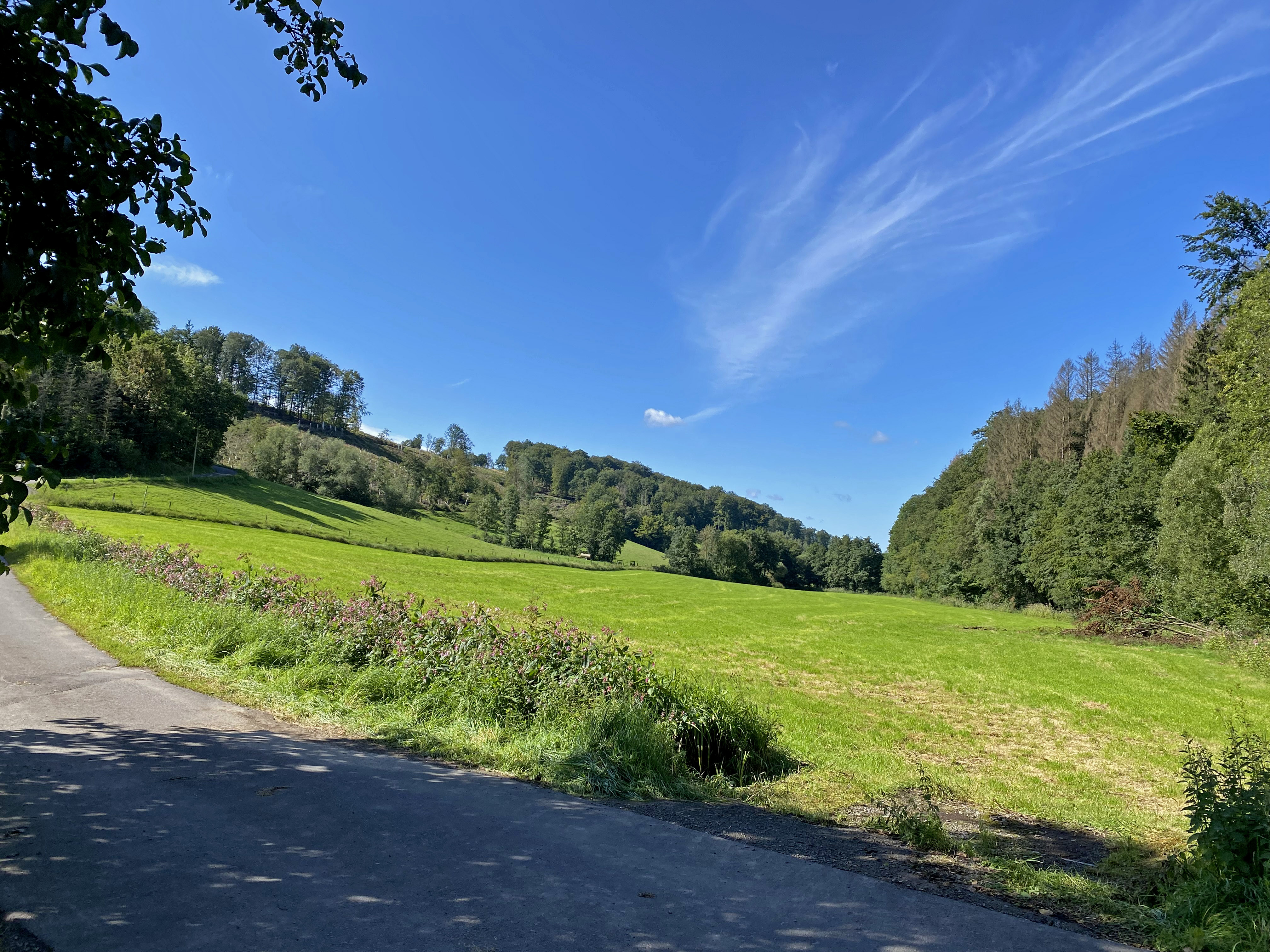
Unteres Ende des NSG an der Mündung des Harthbaches in die Große Dhünn
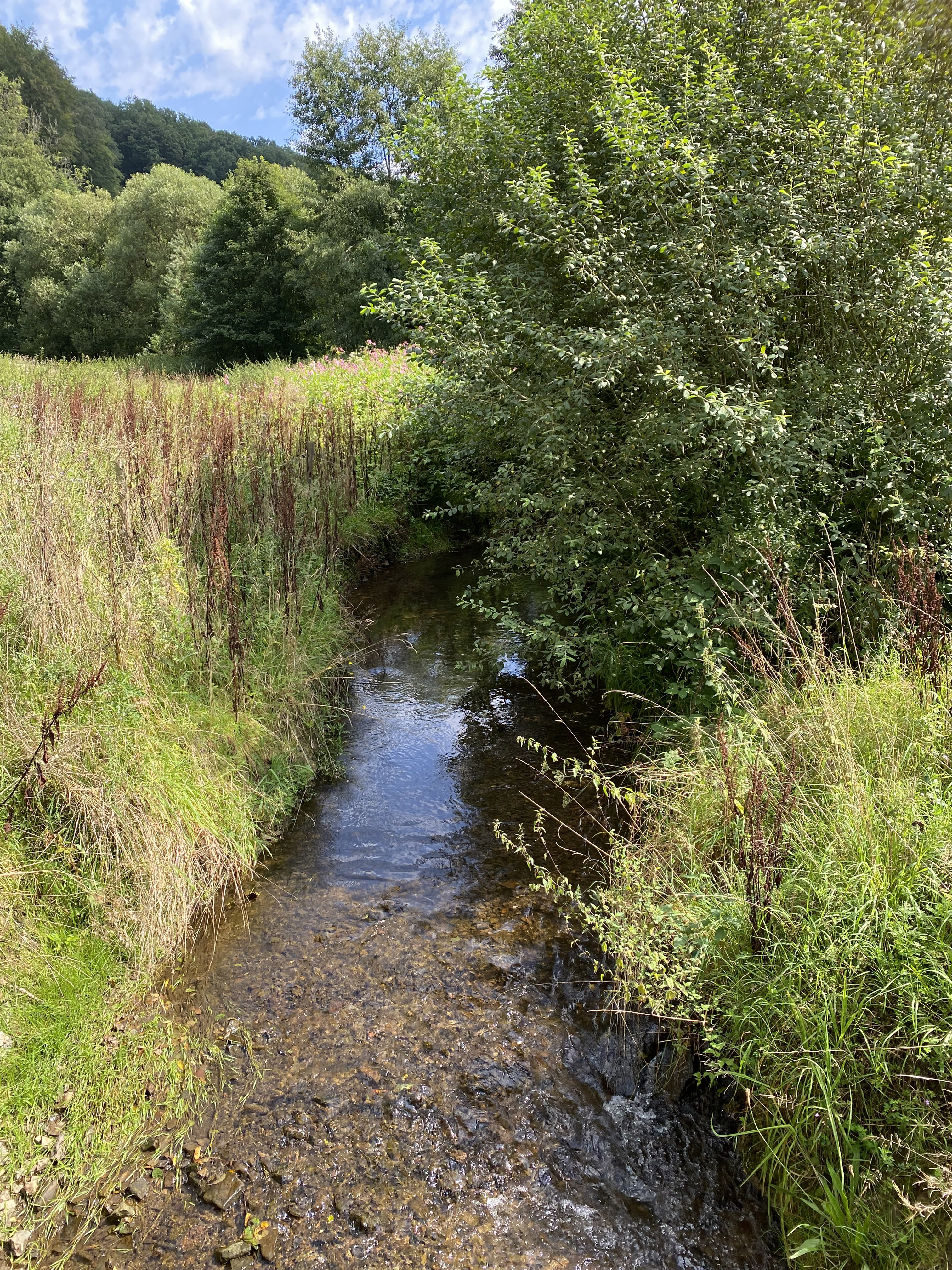
Unterer Harthbach bei Niederdhünn
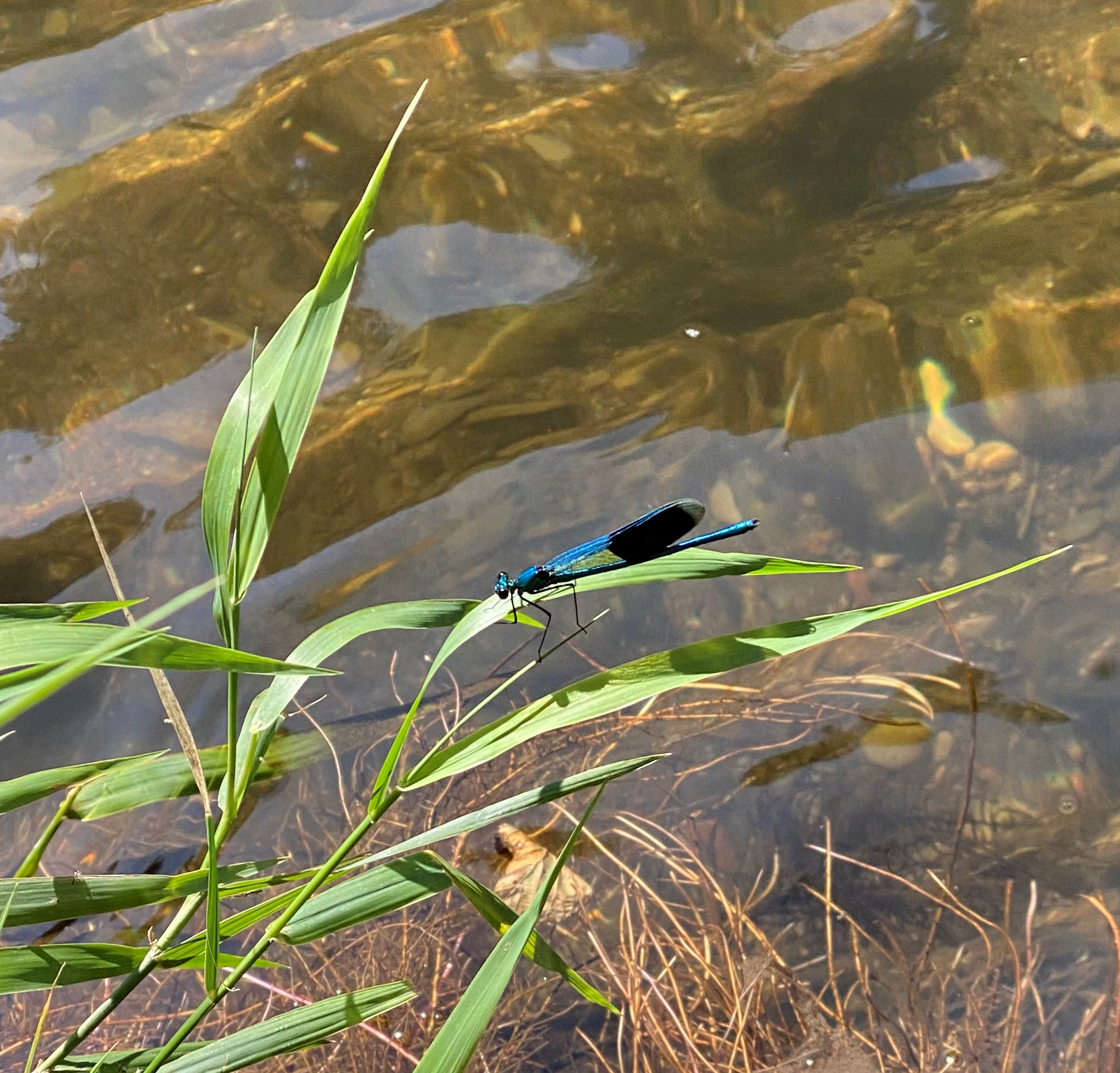
Gebänderte Prachtlibelle – heimisch im NSG
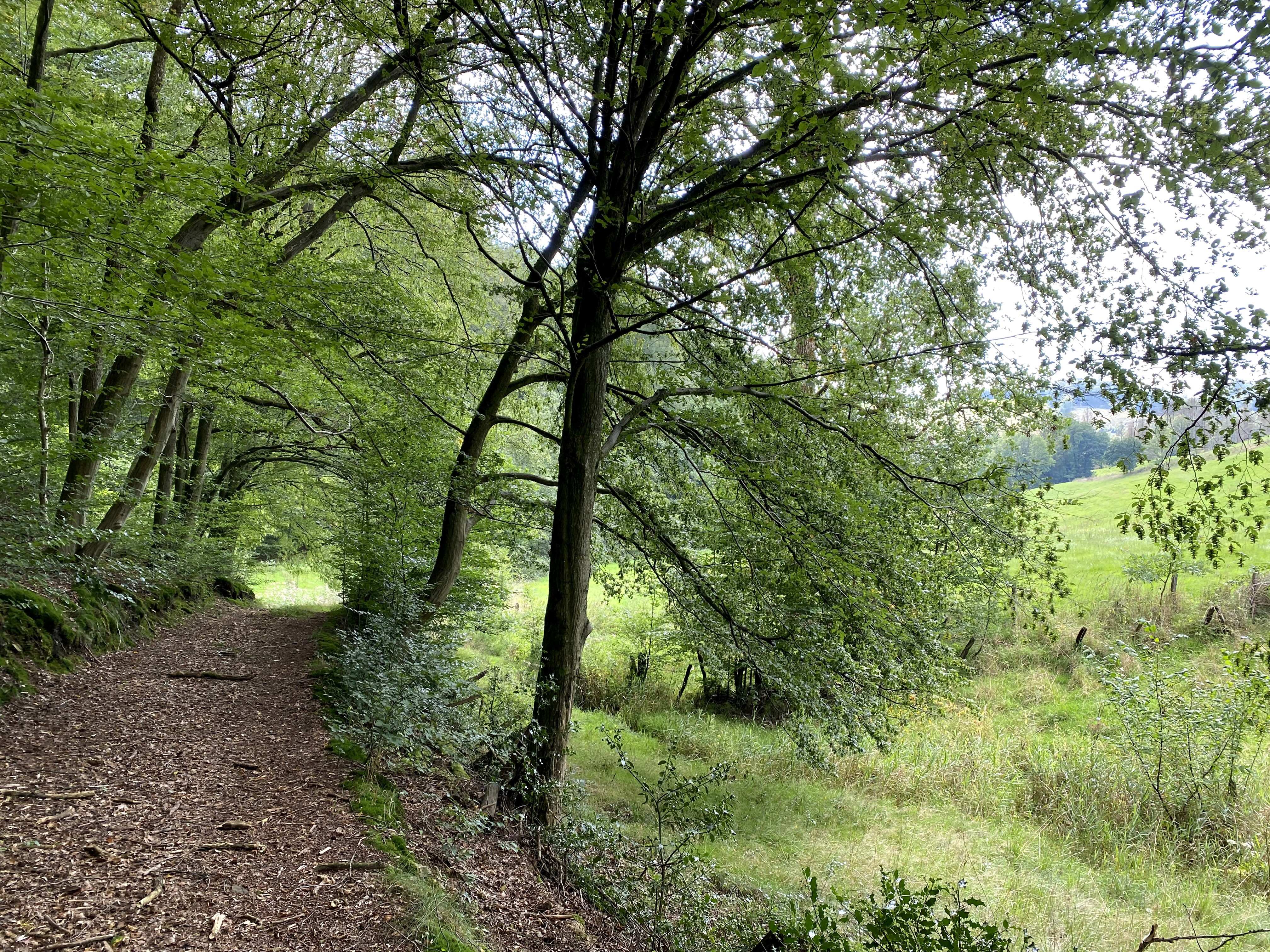
Niederburghofer Bachtal
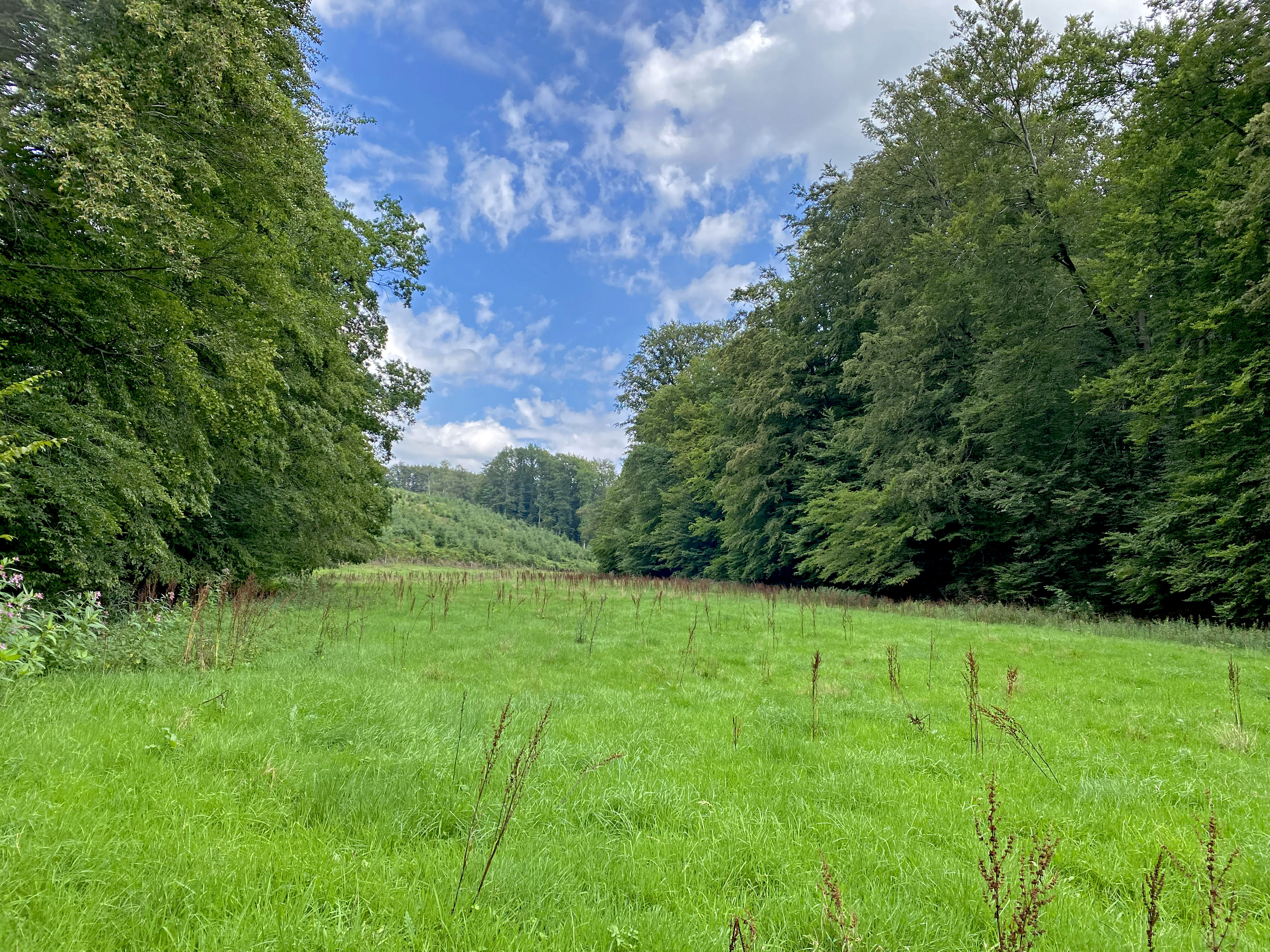
Große Auwiese im mittleren Harthbachtal
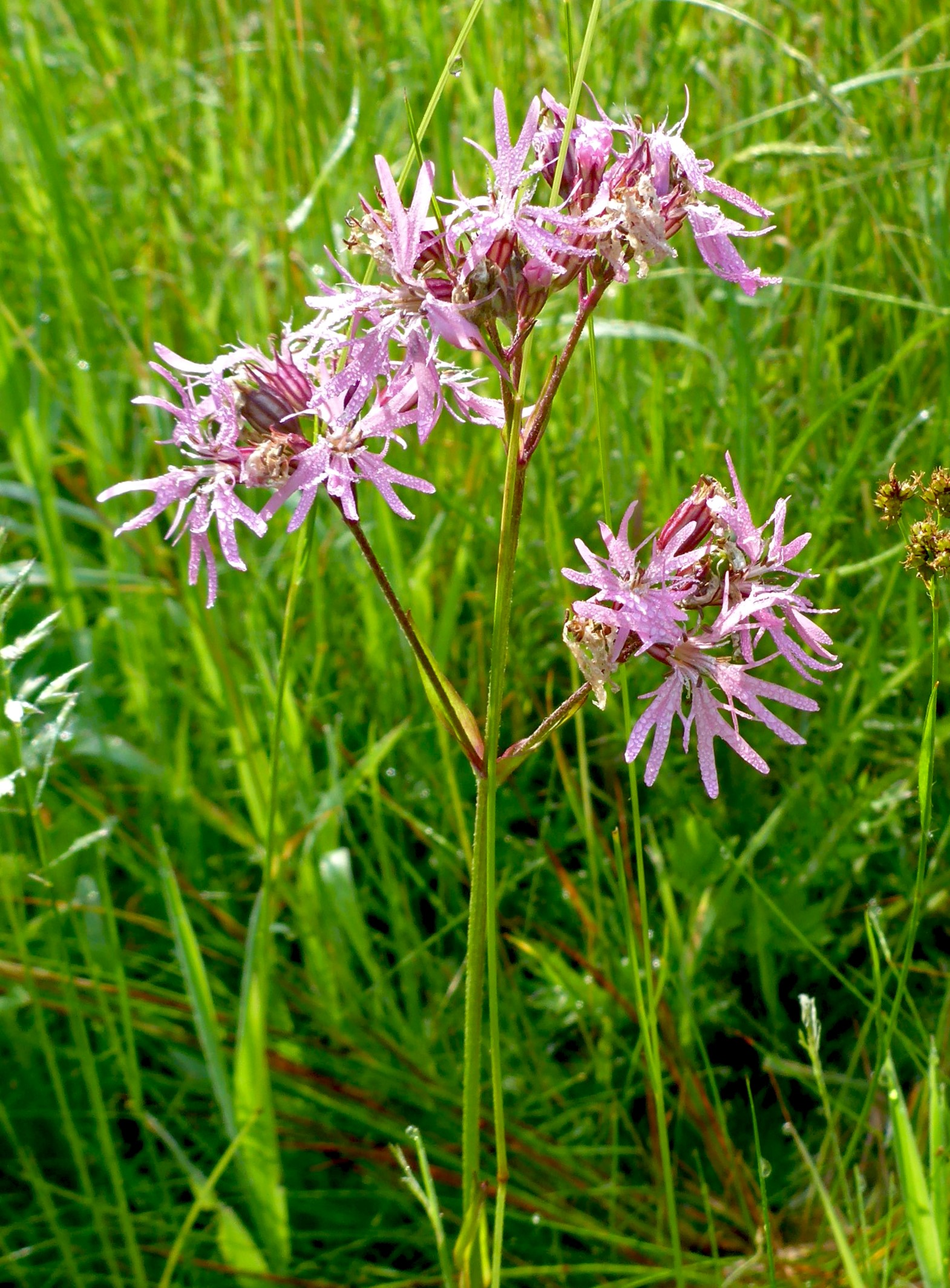
Kuckucks-Lichtnelke
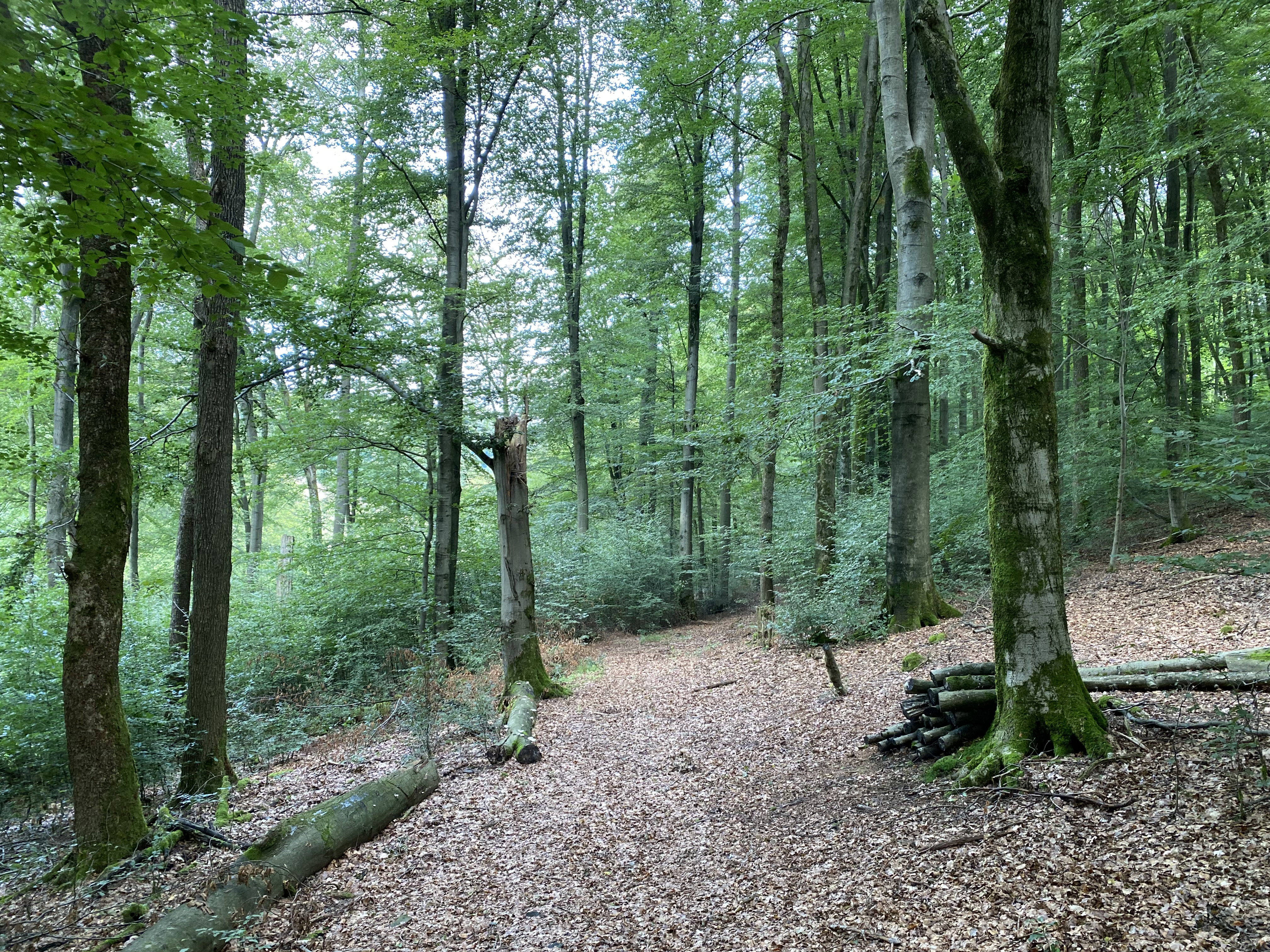
Buchenwald westlich Rautzenberg
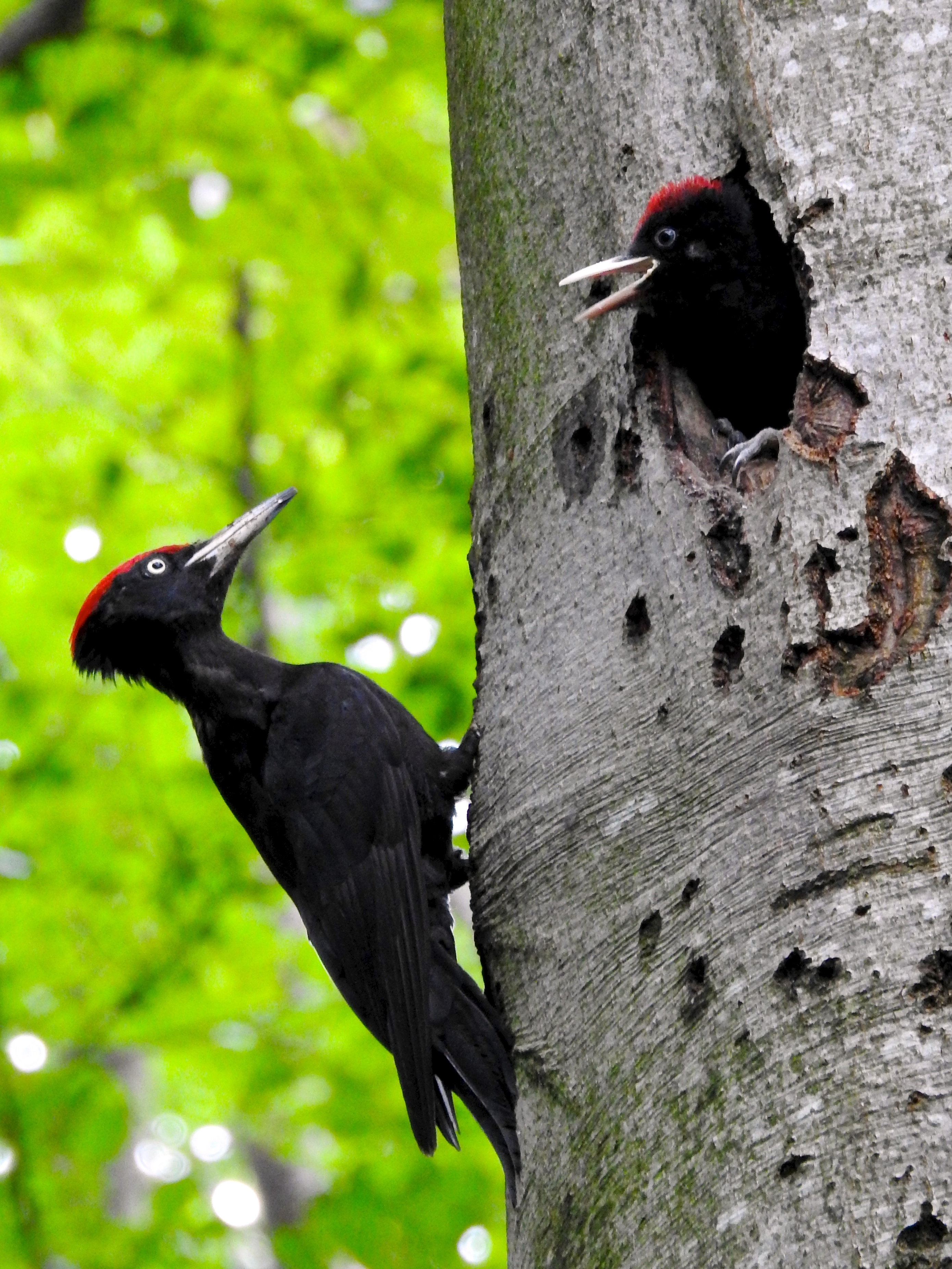
Schwarzspecht am Nest
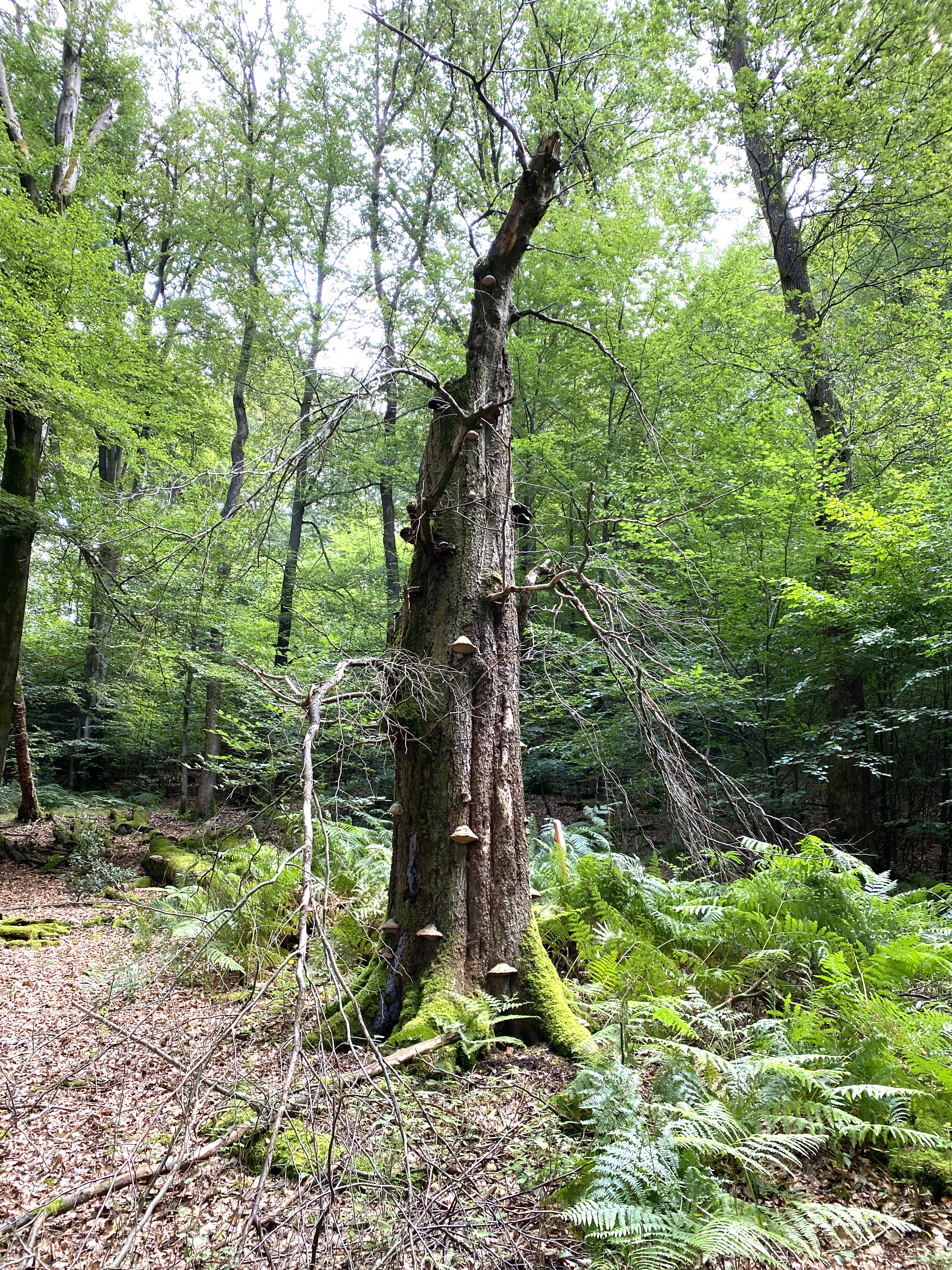
Totholz erfüllt wichtige Funktionen im NSG
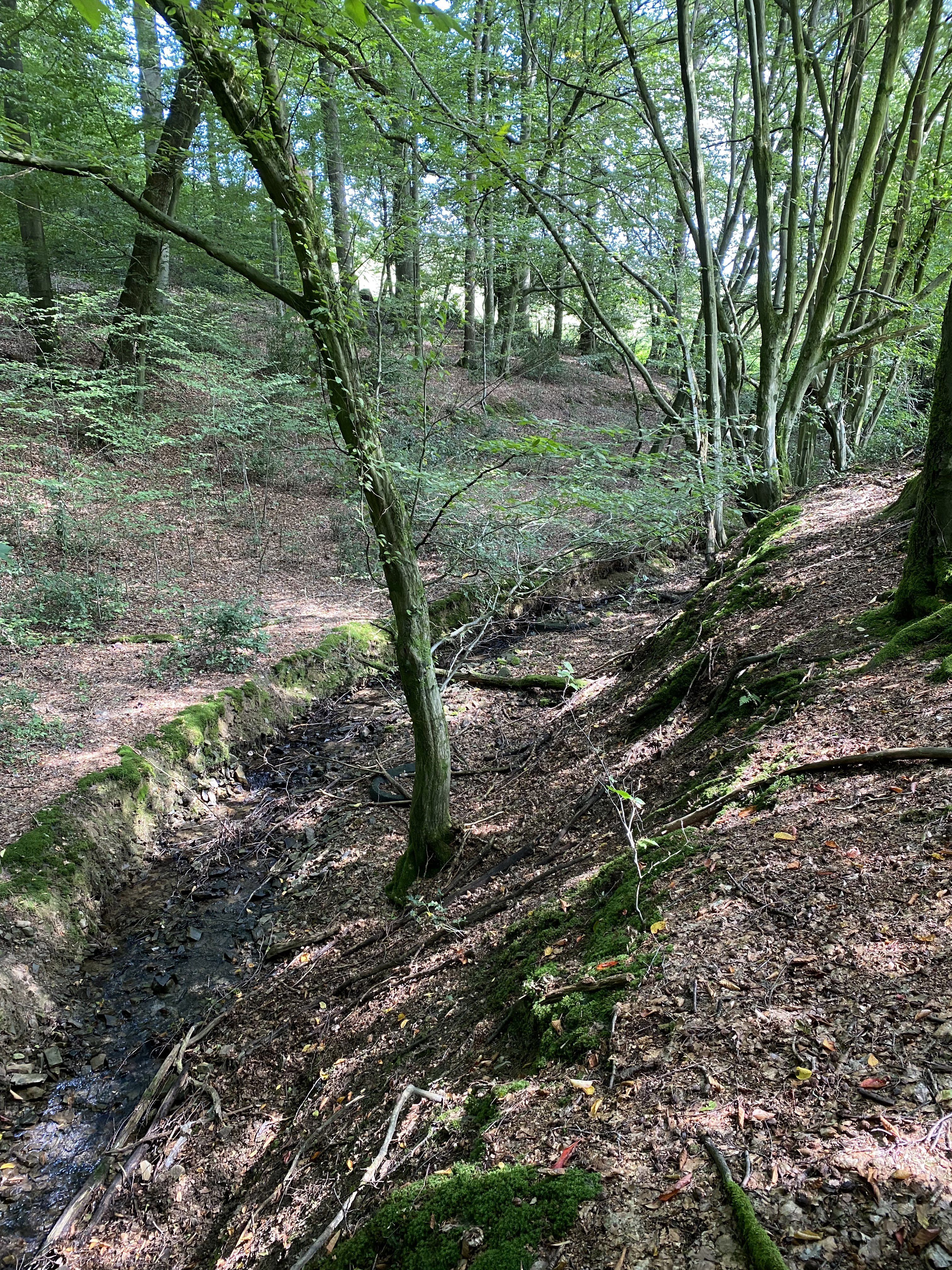
Pferdswieser Delle im NSG
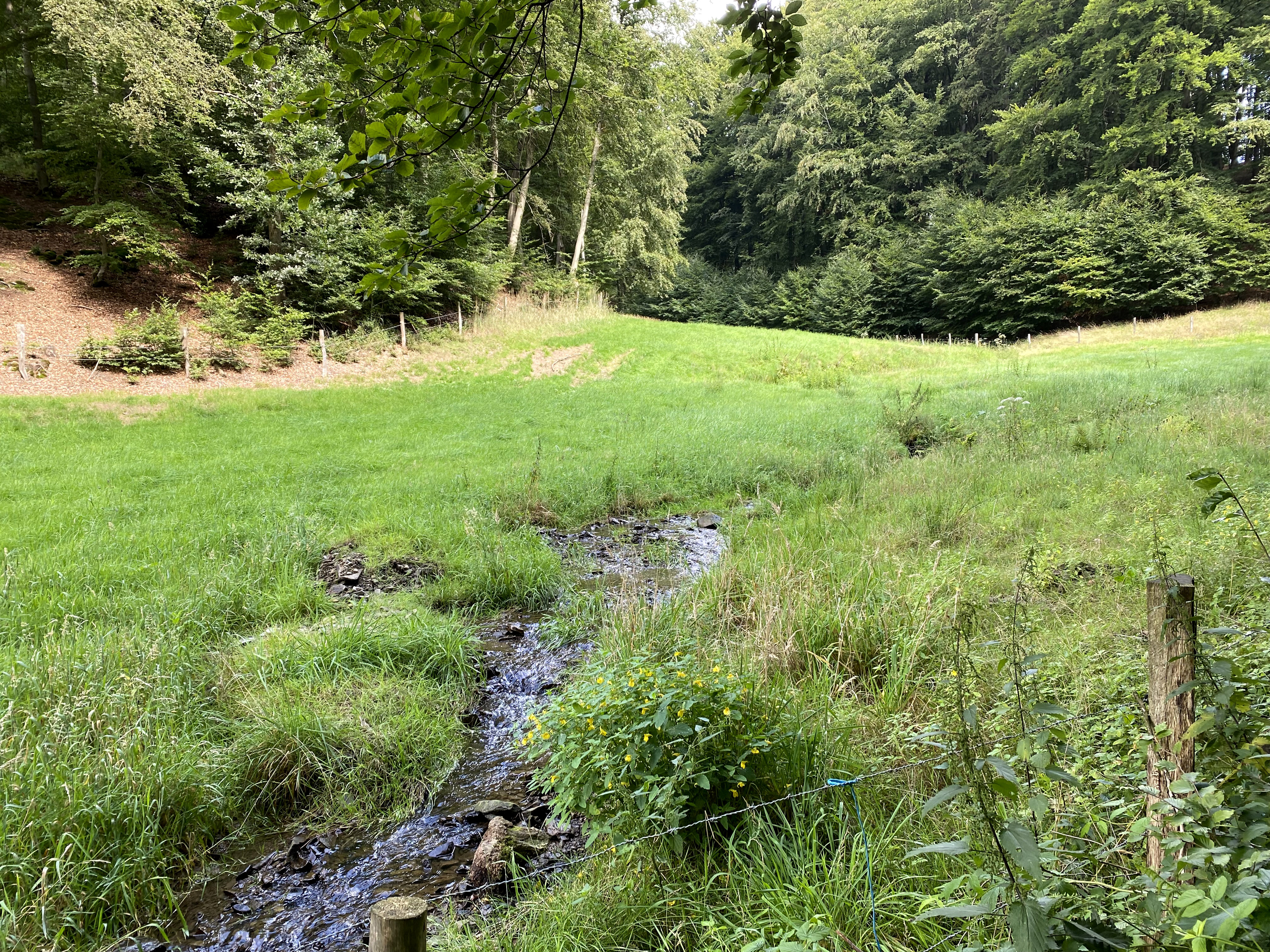
Vogelsholler Bach
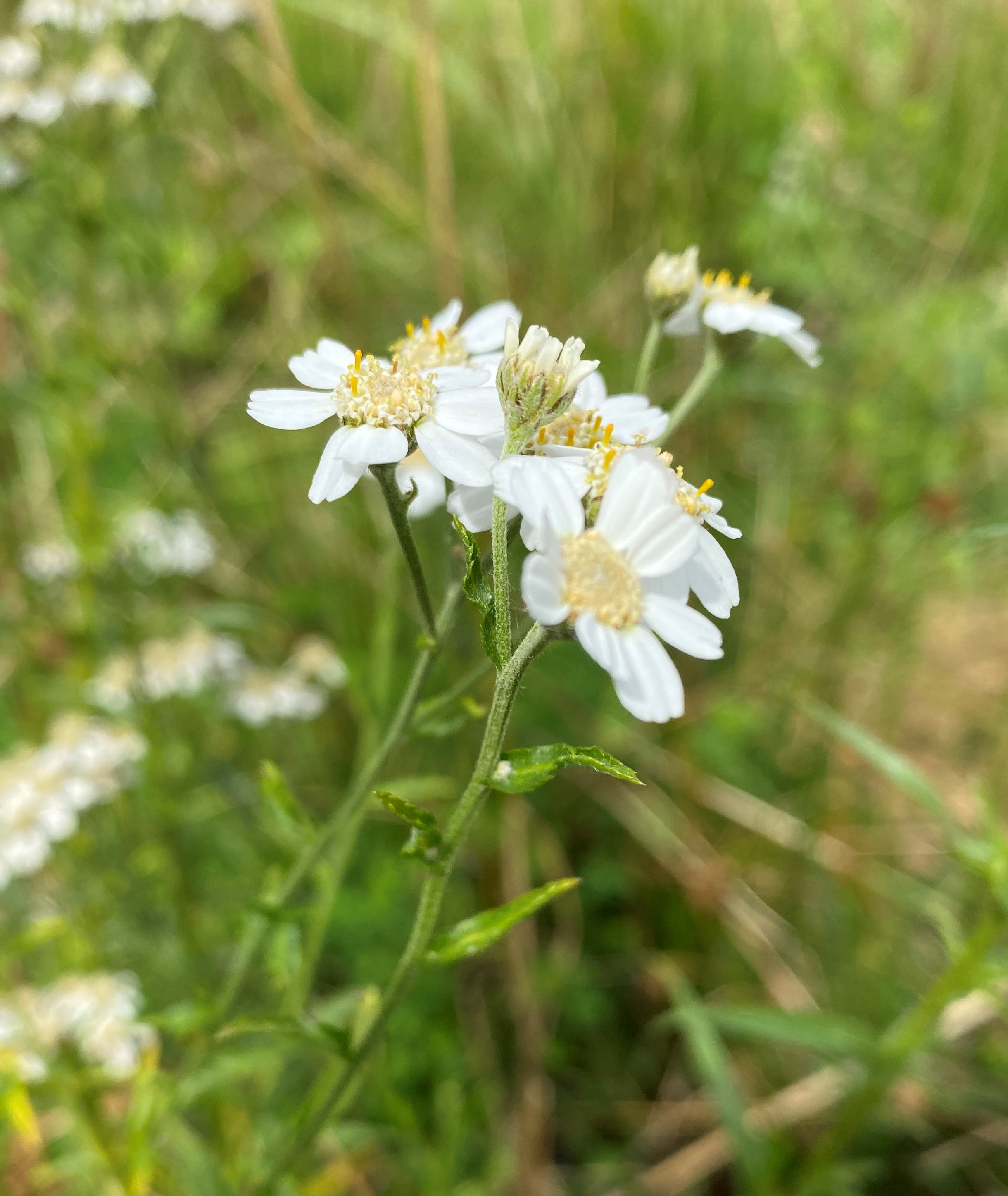
Sumpf-Schafgarbe
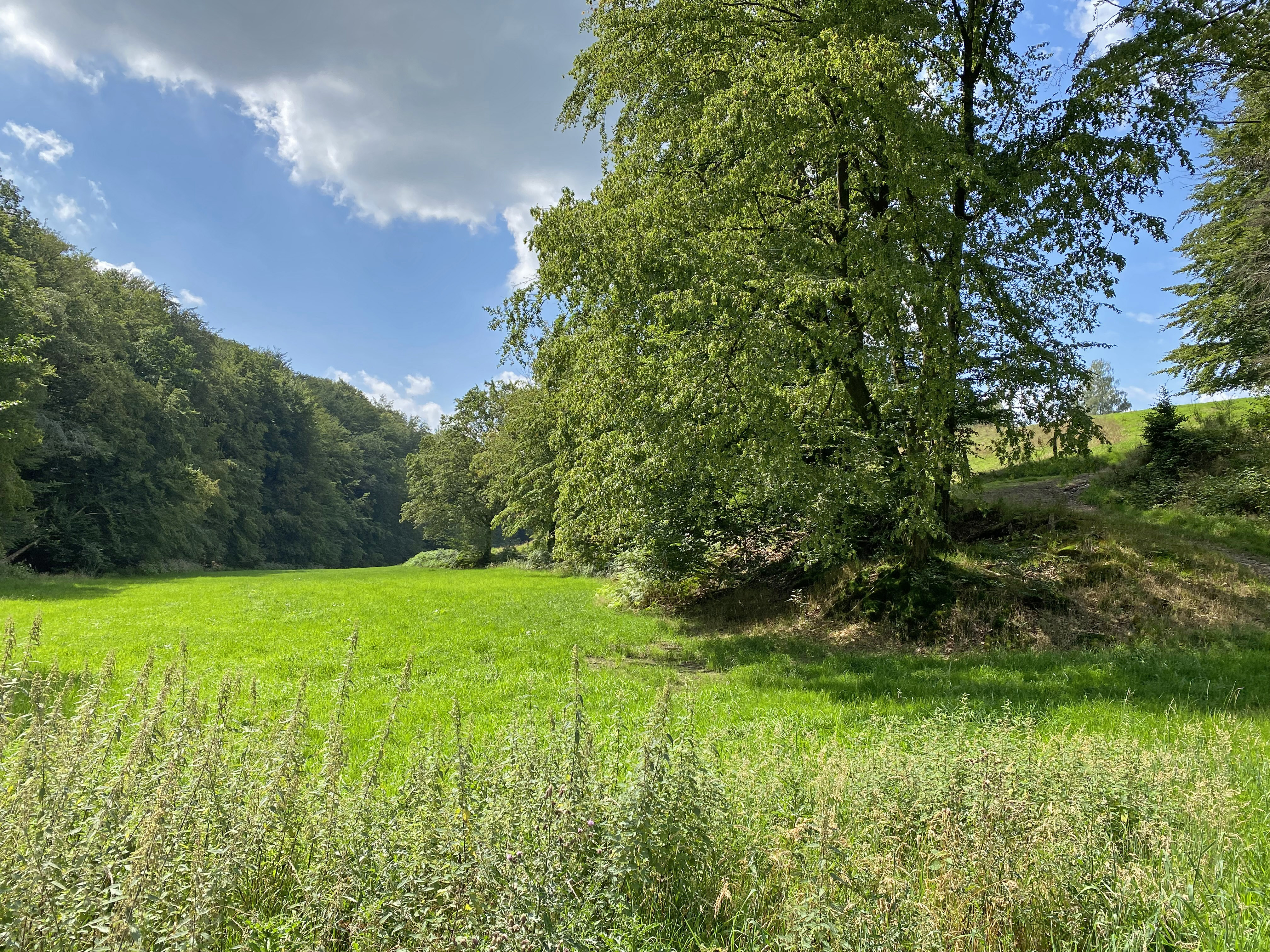
Mittleres Hartbachtal
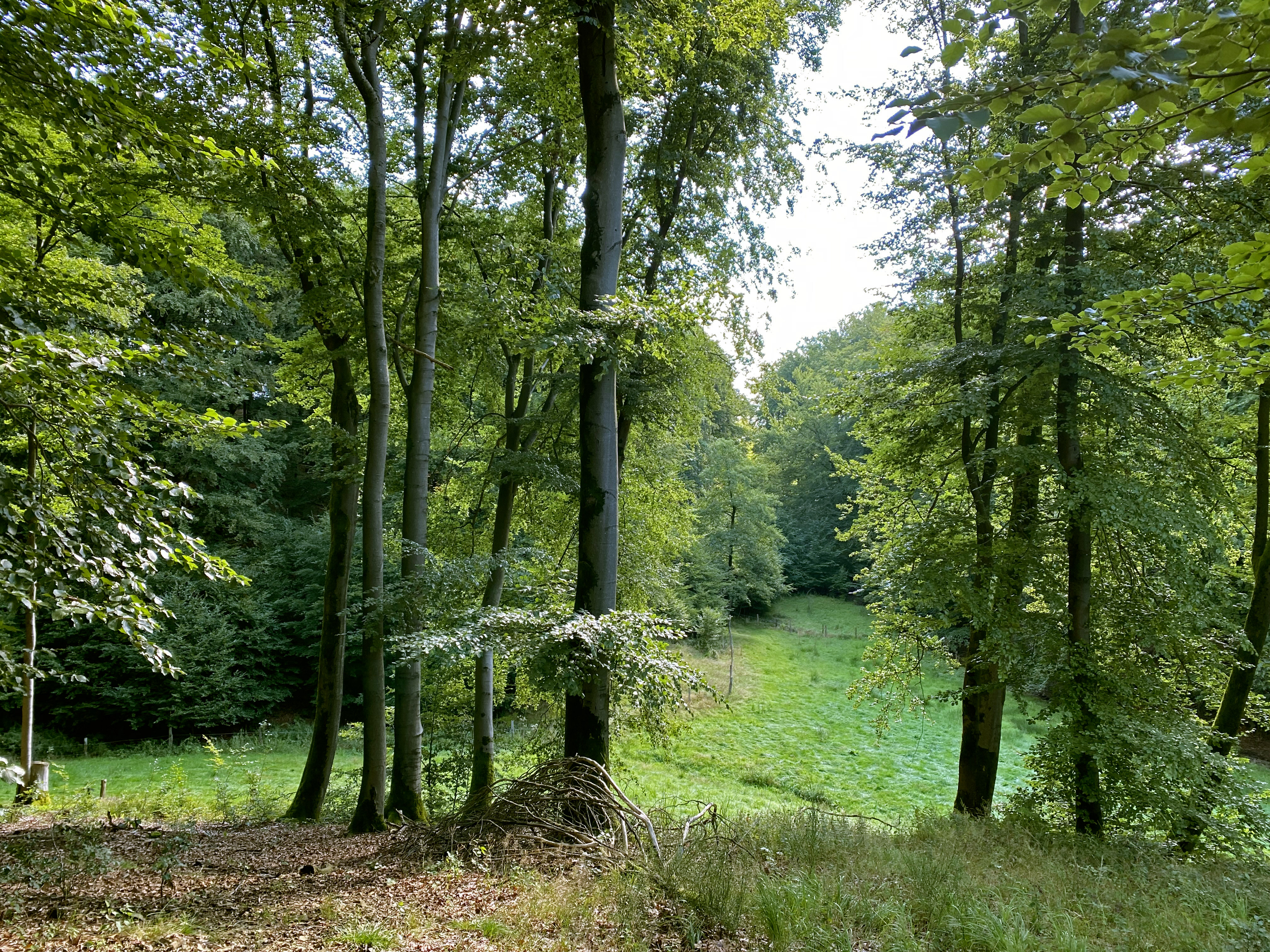
Lichtung mit Zusammenfluss von Pferdswieser Delle und Vogelsholler Bach
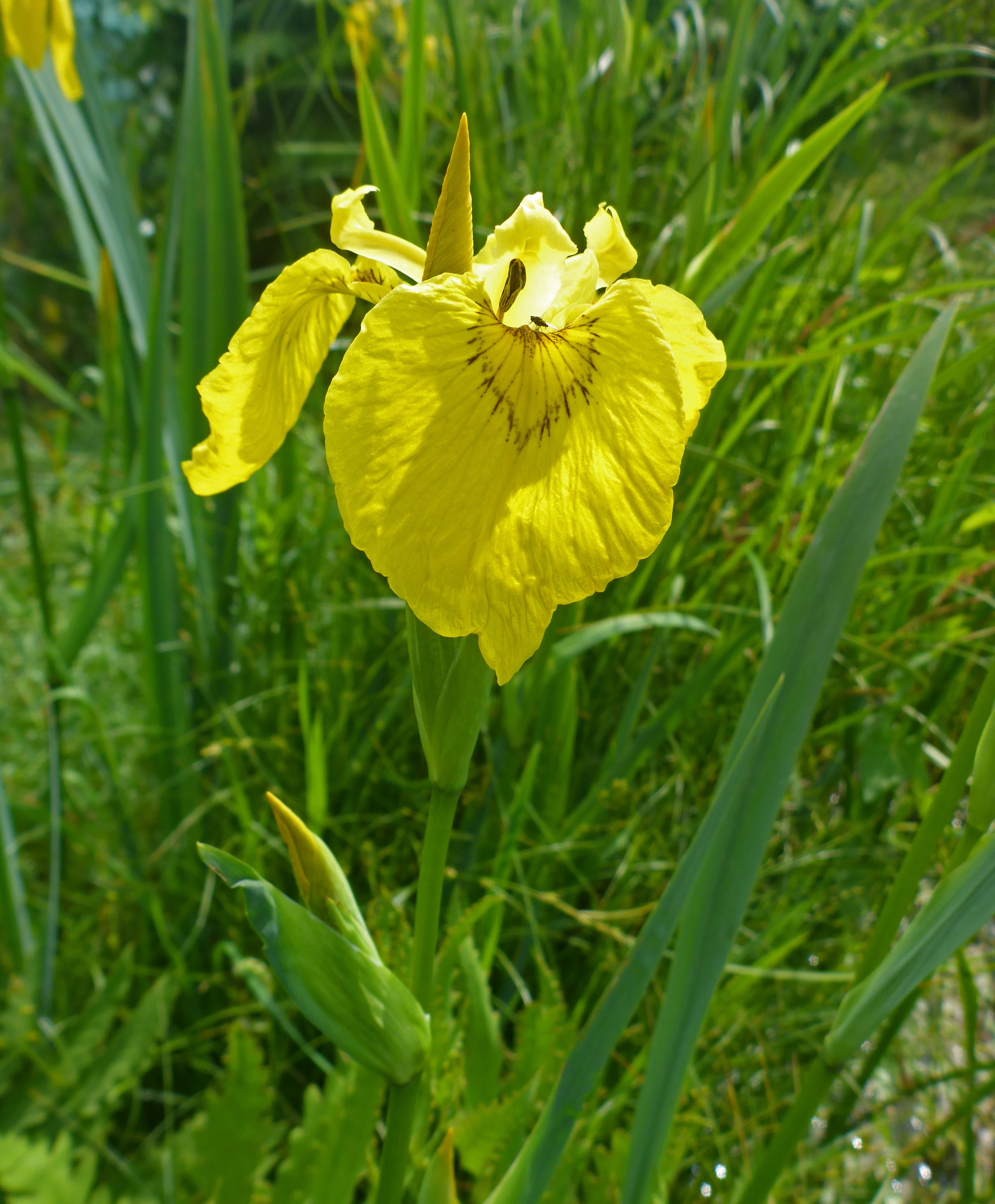
Sumpf-Schwertlilie (Iris pseudacorus)
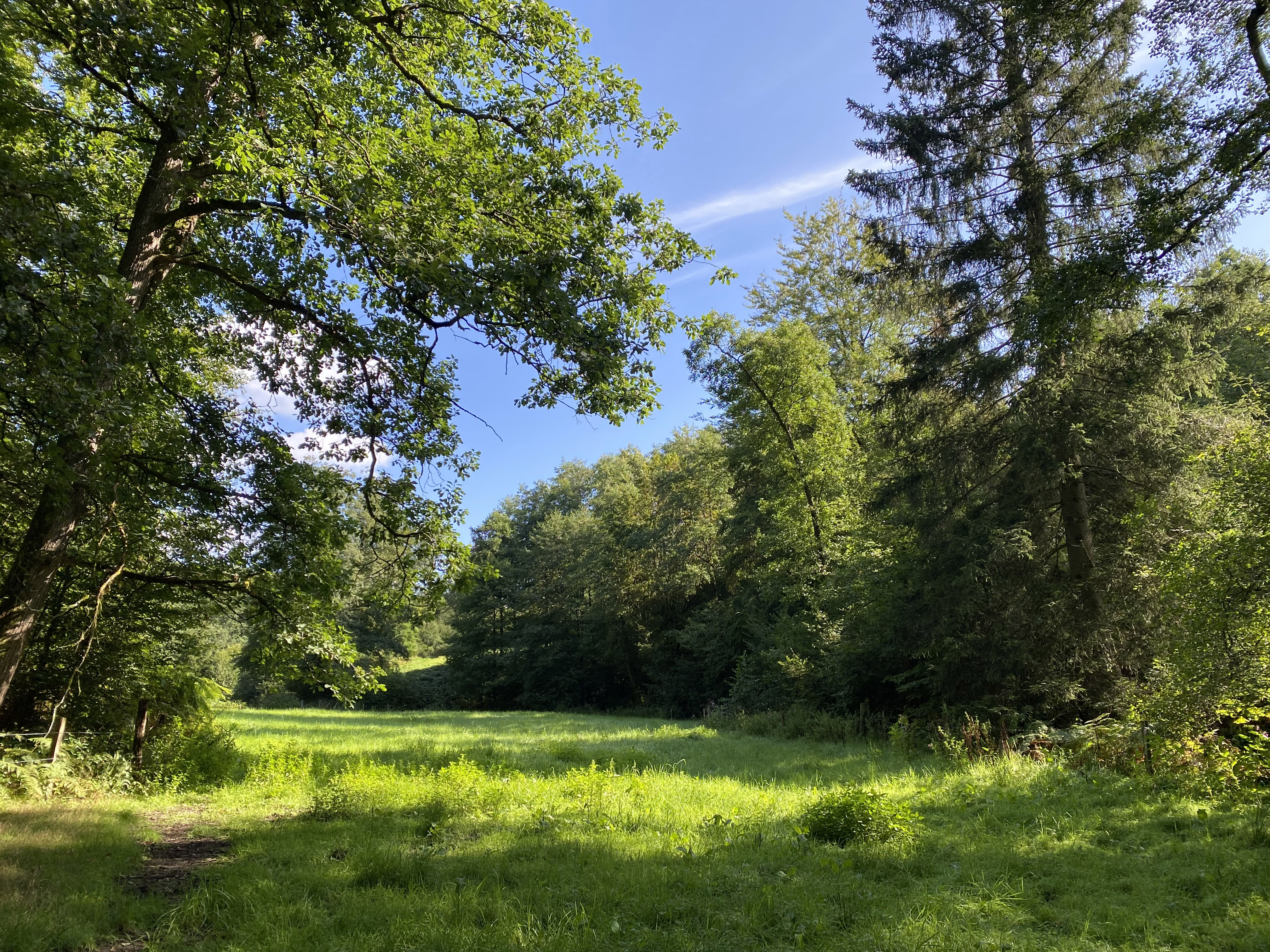
Typische Auwiese im NSG
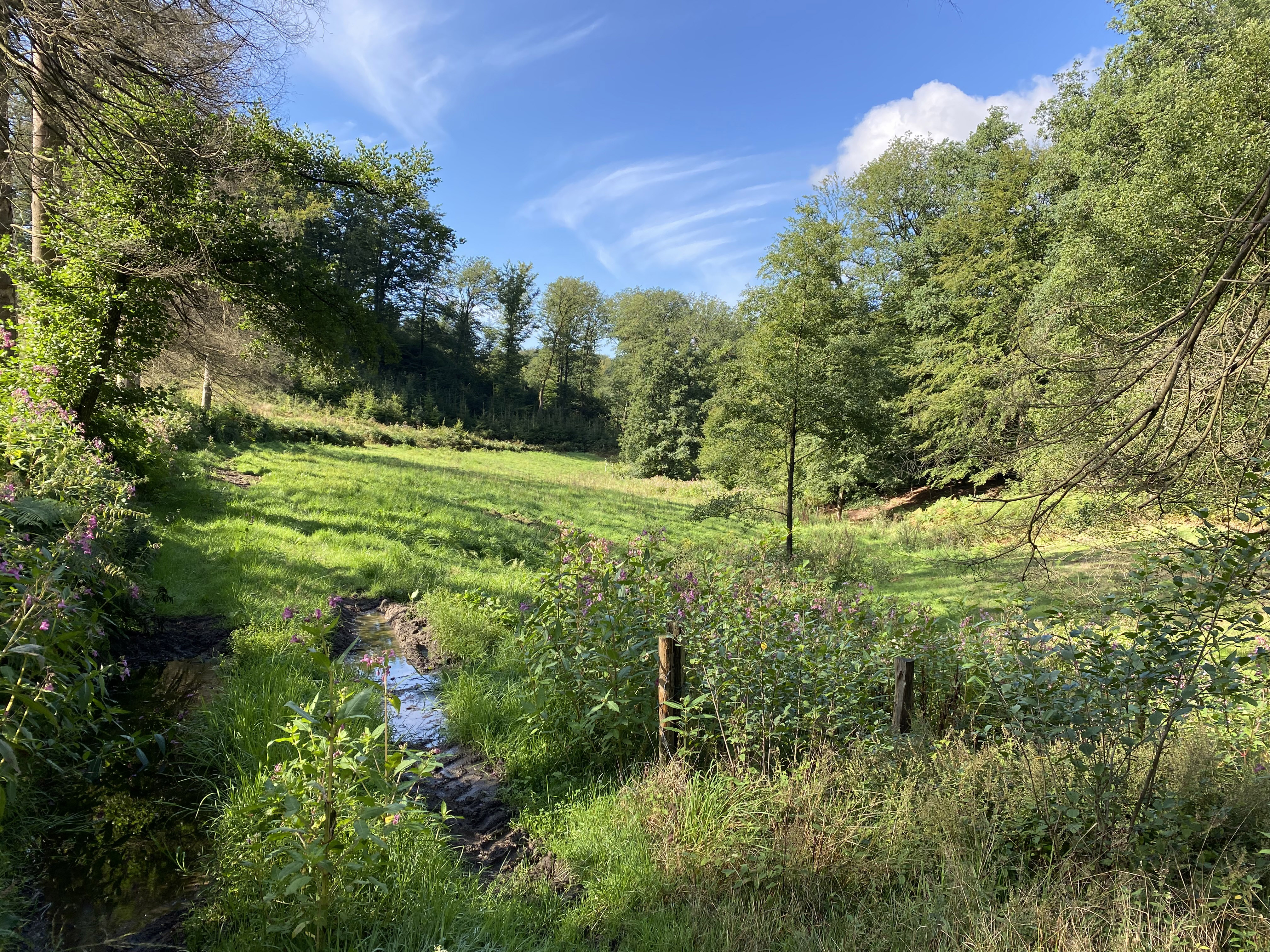
Lichtung am Oberlauf des Harthbaches
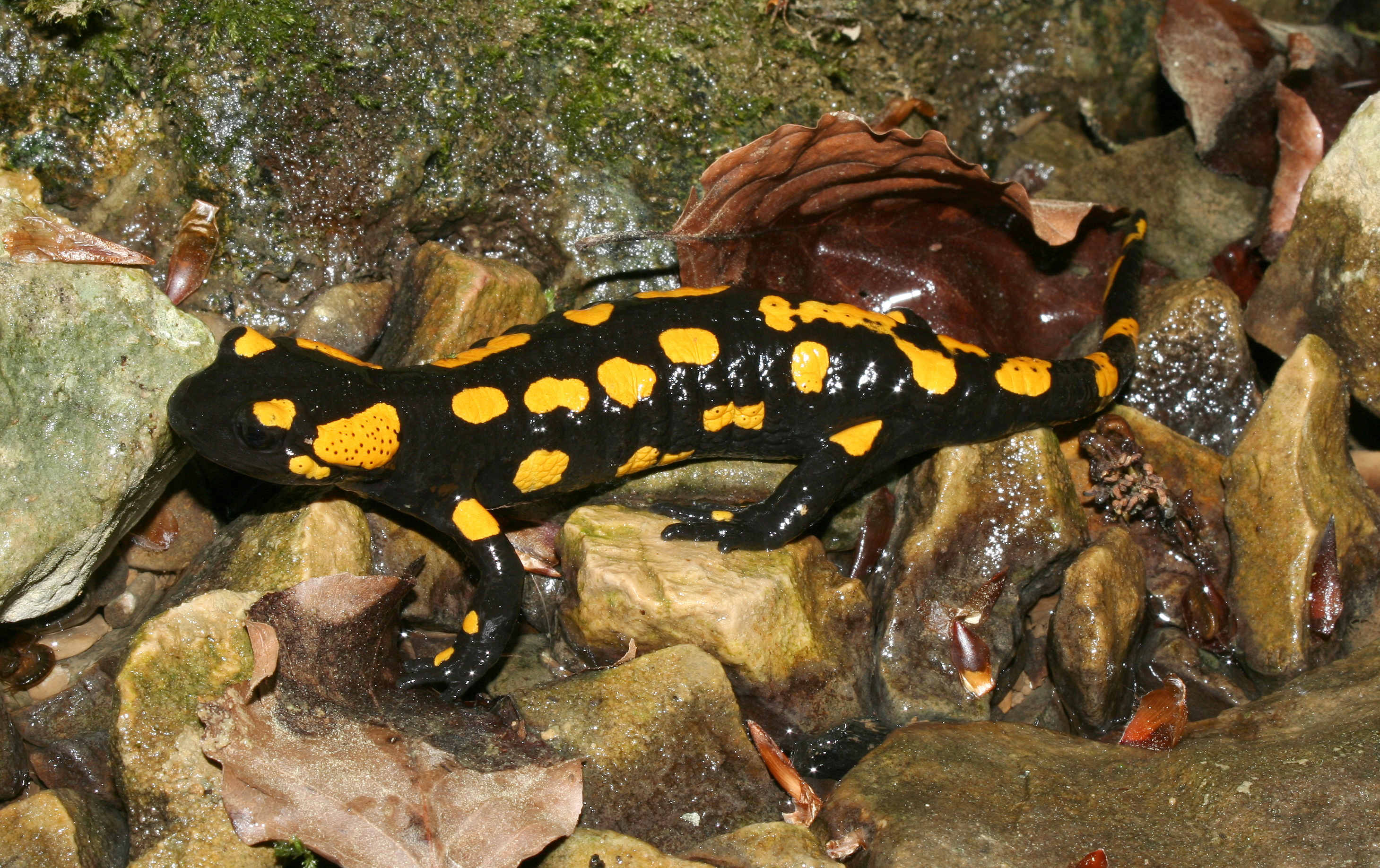
Feuersalamander (Salamandra salamandra)
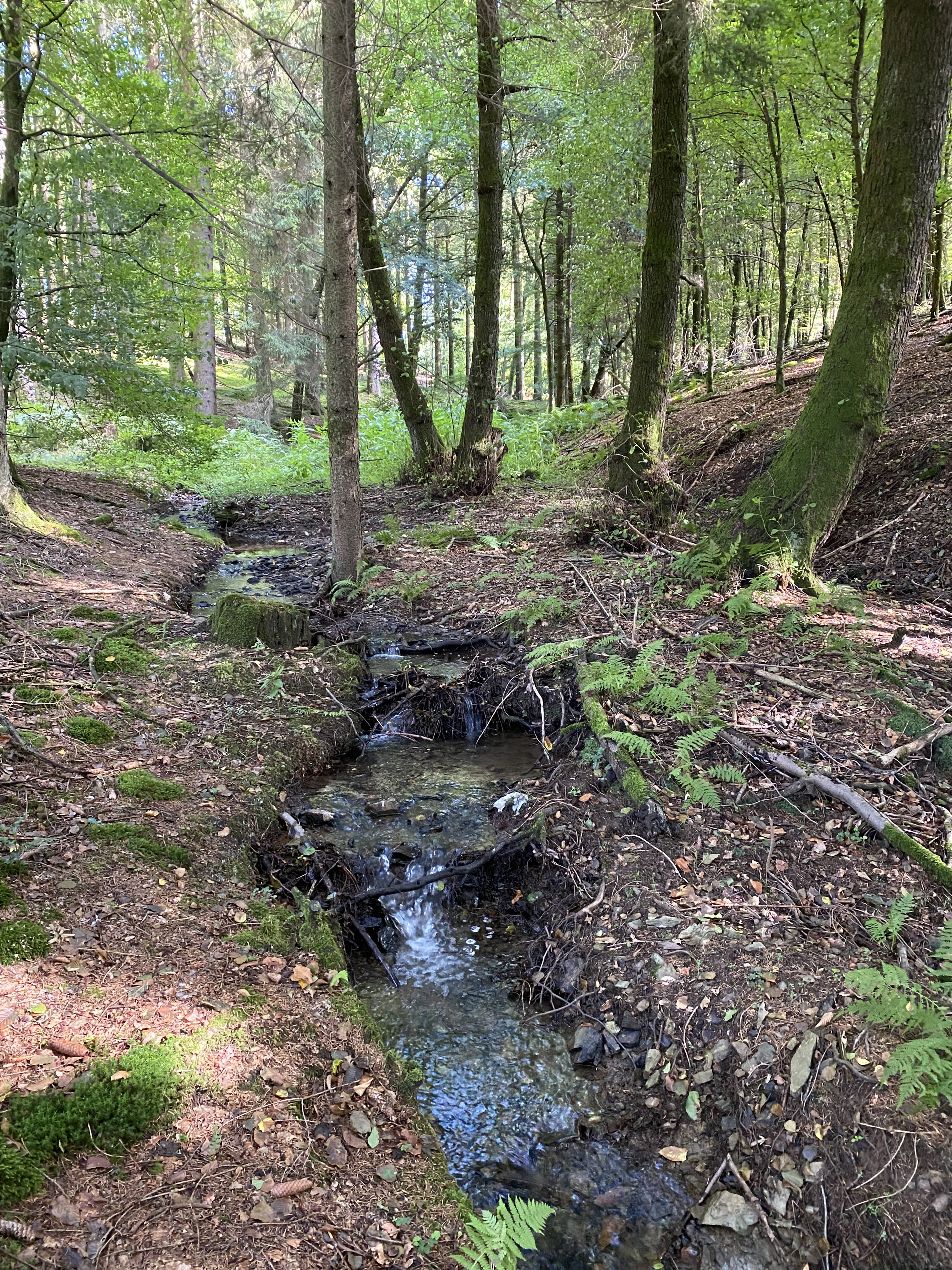
Oberlauf des Harthbaches am nördl. Beginn des NSG